# Copa Hotel
Copa Hotel é uma série de televisão brasileira produzida e exibida pelo GNT entre 22 de abril e 23 de dezembro de 2013. Criada por Giuliano Cedroni e Tatiana Roza, a primeira temporada teve roteiros de J.P. Cuenca e Felipe Bragança, com direção de Mauro Lima e Tomás Portella, enquanto a segunda teve roteiros de David França e Patrícia Lopes, com direção de Vicente Amorim e Johnny Araújo. Foi protagonizada por Miguel Thiré, Fernanda Nobre e Maria Ribeiro.

## Enredo
Fred (Miguel Thiré) é um fotojornalista que volta ao Rio de Janeiro depois de anos em Londres para a missa de sétimo dia do pai. Ele acaba herdando o Copa Hotel, um estabelecimento caindo aos pedaços, pelo qual ele se apaixona e decide continuar no Brasil para reergue-lo. No hotel trabalham Adele (Zezé Motta), Mário (Hélio Ribeiro), Bill (Paulo Verlings) e Juliana (Natasha Stransky), e é lá que Fred conhece duas mulheres com as quais se envolve, Antônia (Fernanda Nobre), uma hóspede, e Maria (Maria Ribeiro), uma dedicada médica. Fred também reencontra seu melhor amigo David (Felipe Rocha) e terá que lidar com seus dois meio-irmãos, Ana Beatriz (Verônica Debom), uma garota mimada, e Luis Otávio (Luca Bianchi), um ambicioso e invejoso rapaz interessado apenas em dinheiro.

## Elenco
| Ator/Atriz       | Personagem           |
| ---------------- | -------------------- |
| Miguel Thiré     | Fred Bragança        |
| Fernanda Nobre   | Antônia              |
| Maria Ribeiro    | Maria                |
| Zezé Motta       | Adele                |
| Felipe Rocha     | David                |
| Verônica Debom   | Ana Beatriz Bragança |
| Luca Bianchi     | Luís Otávio Bragança |
| Paulo Verlings   | Bill                 |
| Natasha Stransky | Juliana              |

### Participações especiais
| Ator/Atriz     | Personagem     |
| -------------- | -------------- |
| Luis Lobianco  | Delegado Gomes |
| Érika Januza   | Kelly          |
| Hélio Ribeiro  | Mário          |
| Tamara Taxman  | Lúcia          |
| Silvia Buarque | Valquíria      |

## Episódios

### 1ª temporada
| № na série | № na temporada | Título                | Exibição original   |
| ---------- | -------------- | --------------------- | ------------------- |
| 1          | 1              | "Chegada"             | 22 de abril de 2013 |
| 2          | 2              | "Check In"            | 29 de abril de 2013 |
| 3          | 3              | "O Primeiro Dia"      | 6 de maio de 2013   |
| 4          | 4              | "Welcome to Rio"      | 13 de maio de 2013  |
| 5          | 5              | "O Filho do Pai"      | 20 de maio de 2013  |
| 6          | 6              | "Segredos à Tona"     | 27 de maio de 2013  |
| 7          | 7              | "A Notícia de Jornal" | 3 de junho de 2013  |
| 8          | 8              | "Carnaval Catarse"    | 10 de junho de 2013 |
| 9          | 9              | "Ressaca"             | 17 de junho de 2013 |
| 10         | 10             | "Vida Real"           | 24 de junho de 2013 |
| 11         | 11             | "Hotel Fantasma"      | 1 de julho de 2013  |
| 12         | 12             | "Um Homem Bom"        | 8 de julho de 2013  |
| 13         | 13             | "Recomeçar"           | 15 de julho de 2013 |

### 2ª temporada
| № na série | № na temporada | Título                  | Exibição original      |
| ---------- | -------------- | ----------------------- | ---------------------- |
| 14         | 1              | "Novo Copa Hotel"       | 30 de setembro de 2013 |
| 15         | 2              | "Room Service Pra Dois" | 7 de outubro de 2013   |
| 16         | 3              | "Festa Família"         | 14 de outubro de 2013  |
| 17         | 4              | "Run, Maria, Run"       | 21 de outubro de 2013  |
| 18         | 5              | "Papo de Homem"         | 28 de outubro de 2013  |
| 19         | 6              | "Estrela & Conchinha"   | 4 de novembro de 2013  |
| 20         | 7              | "Fim de Namoro"         | 11 de novembro de 2013 |
| 21         | 8              | "Amor de Mãe"           | 18 de novembro de 2013 |
| 22         | 9              | "Dor de Corno"          | 25 de novembro de 2013 |
| 23         | 10             | "Bill, The Kid"         | 2 de dezembro de 2013  |
| 24         | 11             | "Choque de Gestão"      | 9 de dezembro de 2013  |
| 25         | 12             | "Um Pai Sem Filho"      | 16 de dezembro de 2013 |
| 26         | 13             | "Fotos & Flores"        | 23 de dezembro de 2013 |